# ديميتري سميرنوف (سياسي)
ديميتري سميرنوف (بالروسية: Смирнов, Дмитрий Генрихович)‏ هو سياسي روسي، ولد في 12 أغسطس 1958 في خاركيف في أوكرانيا.